# Archamps
Archamps – miejscowość i gmina we Francji, w regionie Owernia-Rodan-Alpy, w departamencie Górna Sabaudia.
Według danych na rok 1990 gminę zamieszkiwało 1070 osób, a gęstość zaludnienia wynosiła 100 osób/km² (wśród 2880 gmin regionu Rodan-Alpy Archamps plasuje się na 740. miejscu pod względem liczby ludności, natomiast pod względem powierzchni na miejscu 1067.).